# Huang Shih-Feng
Huang Shih-Feng (né le 2 mars 1992 à Gangshan) est un athlète chinois de Taïwan, spécialiste du lancer de javelot.

## Biographie
Il détient le record national de la spécialité en 82,11 m obtenu avec la médaille d'argent à Tianjin lors des Jeux de l'Asie de l'Est en octobre 2013. À Bressanone, en 2009, il avait remporté le titre de champion du monde jeunesse devant le Français Killian Duréchou.
Le 8 mai 2016, il porte son record national à 83,82 m à Kawasaki. Le 21 mai 2016, il lance à 82.57 m toujours àKawasaki (Todoroki Stadium).
Le 26 août 2017, il décroche la médaille de bronze de l'Universiade à Taipei avec 86,64 m, record personnel. Il est battu par son compatriote Cheng Chao-Tsun (91,36 m, record d'Asie) et l'Allemand Andreas Hofmann (91,07 m).
Il termine 4e lors des Championnats d’Asie 2019 à Doha.

## Palmarès
| Date | Compétition                  | Lieu        | Résultat | Marque  |
| ---- | ---------------------------- | ----------- | -------- | ------- |
| 2009 | Championnats du monde cadets | Bressanone  | 1er      | 74,00 m |
| 2010 | Championnats d'Asie juniors  | Hanoï       | 3e       | 72,43 m |
| 2013 | Jeux de l'Asie de l'Est      | Tianjin     | 2e       | 82,11 m |
| 2014 | Jeux asiatiques              | Incheon     | 9e       | 74,65 m |
| 2015 | Championnats d'Asie          | Wuhan       | 1er      | 79,74 m |
| 2015 | Universiade                  | Gwangju     | 2e       | 81,27 m |
| 2017 | Championnats d'Asie          | Bhubaneswar | 4e       | 81,27 m |
| 2017 | Universiade                  | Taipei      | 3e       | 86,64 m |
| 2018 | Jeux asiatiques              | Jakarta     | 9e       | 73,86 m |

## Records
| Épreuve           | Performance | Lieu   | Date         |
| ----------------- | ----------- | ------ | ------------ |
| Lancer du javelot | 86,64 m     | Taipei | 26 août 2017 |